# Riverdale (televizijska serija)
Riverdale je američka tinejdžerska televizijska serija temeljena na likovima Archie stripa. Seriju je za The CW adaptirao glavni kreativac Archieja Comicsa, Roberto Aguirre-Sacasa, a produciraju ju Warner Bros. Television i CBS Studios, u suradnji s Berlanti Productions i Archie Comics. Izvorno je serija prvo zamišljena kao filmska adaptacija za Warner Bros. Pictures, ideja je ponovno zamišljena kao televizijska serija za Fox. U 2015. godini razvoj projekta preselio se u CW, gdje je serija naručena za pilot epizodu. Snimanje se odvija u Vancouveru u Britanskoj Kolumbiji.
Serija je započela emitiranje 26. siječnja 2017., s vrlo pozitivnim kritikama, brzo postajući kultna serija. Do sad je serija emitirala ukupno 6 sezona sa 102 epizode. Serija je obnovljena za sedmu ujedno i zadnju sezonu 22. ožujka 2022. U svibnju iste godine CW otkazuje seriju.
Dana 26. listopada 2018. na Netflixu je objavljena prva sezona Sabrina: Jezive pustolovine, serije smještene u isti fiktivni svemir kao i Riverdale, ali s različitim likovima.

## Radnja
Serija prati živote četiri najbolja prijatelja: Archieja, Betty, Jugheada i Veronice u gradiću zvanom Riverdale i istražuje tamu skrivenu iza njezine naizgled savršene slike. Serija je izgrađena kroz zborsku strukturu koja dijeli radnju na različite događaje u koje je uključen jedan ili više likova, pokazujući relativne interakcije između njih. Događaji se odvijaju uglavnom u izmišljenom gradu Riverdale, idealno smještenom na istočnoj obali Sjedinjenih Država i koji daje naslov seriji, međutim ponekad se spominju i prikazuju druga izmišljena mjesta (kao u slučaju Greendalea, grada koji pripada svemiru Archie stripa u kojem se odvija spin-off serija Sabrina: Jezive pustolovine) ili stvarni (poput New Yorka ili Toleda). Na vremenskoj razini, serija je postavljena u sadašnjost koja nikada nije u potpunosti specificirana. Zajednička nit svake sezone je misterija koju treba riješiti (ubojstvo Jasona u prvoj sezoni, napadi i identitet serijskog ubojice Black Hooda u drugoj, Gryphons & Gargoyles u trećoj, misterij Stonewalla i videokazete u četvrtoj), s kojima je povezan niz drugih sekundarnih događaja ili izravno povezanih s njim i stoga usmjerenih na njegovo rješavanje. Cijeli tijek događaja govori sveznajući pripovjedač, koji se podudara s likom Jugheada Jonesa.

## Glumačka postava
- KJ Apa kao Archie Andrews
- Lili Reinhart kao Betty Cooper
- Camila Mendes kao Veronica Lodge
- Cole Sprouse kao Jughead Jones
- Madelaine Petsch kao Cheryl Blossom
- Mädchen Amick kao Alice Cooper
- Ashleigh Murray kao Josie McCoy
- Luke Perry kao Fred Andrews
- Marisol Nichols kao Hermione Lodge
- Skeet Ulrich kao F.P. Jones
- Casey Cott kao Kevin Keller
- Charles Melton kao Reggie Mantle
- Mark Consuelos kao Hiram Lodge
- Vanessa Morgan kao Toni Topaz
- Drew Ray Tanner kao Fangs Fogarty
- Erinn Westbrook kao Tabitha Tate

## Pregled serije
| Sezona | Sezona | Epizoda | SAD emitiranje                          | Hrvatsko emitiranje                     | Hrvatsko emitiranje                      |
| Sezona | Sezona | Epizoda | The CW                                  | Netflix                                 | Fox Life                                 |
| ------ | ------ | ------- | --------------------------------------- | --------------------------------------- | ---------------------------------------- |
|        | 1.     | 13      | 26. siječnja 2017. – 11. svibnja 2017.  | 28. siječnja 2017. – 12. svibnja 2017.  | 4. srpnja 2018. – 26. rujna 2018.        |
|        | 2.     | 22      | 11. listopada 2017. – 16. svibnja 2018. | 12. listopada 2017. – 17. svibnja 2018. | 7. studenoga 2018. – 11. prosinca 2018.  |
|        | 3.     | 22      | 10. listopada 2018. – 15. svibnja 2019. | 11. listopada 2018. – 19. ožujka 2019.  | 16. studenoga 2019. – 21. prosinca 2019. |
|        | 4.     | 19      | 9. listopada 2019. – 6. svibnja 2020.   | 10. listopada 2019. – 7. svibnja 2020.  | –                                        |
|        | 5.     | 19      | 20. siječnja 2021. – 6. listopada 2021. | 30. siječnja 2021. – 7. listopada 2021. | –                                        |
|        | 6.     | 22      | 16. studenoga 2021. – 31. srpnja 2022.  | 23. studenoga 2021. – 1. kolovoza 2022. | –                                        |
|        | 7.     | 20      | 29. ožujka 2023. – 23. kolovoza 2023.   | 30. ožujka 2023. – 24. kolovoza 2023.   | –                                        |

| 1. Prvo poglavlje: Rub rijeke 2. Drugo poglavlje: Dodir zla 3. Treće poglavlje: Dvojnik 4. Četvrto poglavlje: Posljednja projekcija 5. Peto poglavlje: Srce tame 6. Šesto poglavlje: Brže, Mace! Ubijte! Ubijete! 7. Sedmo poglavlje: Na osamljenome mjestu 8. Osmo poglavlje: Dječaci 56. ulice 9. Deveto poglavlje: Velika obmana 10. Deseto poglavlje: Izgubljeni vikend 11. Jedanaesto poglavlje: Do Riverdalea i natrag 12. Dvanaesto poglavlje: Anatomija ubojstva 13. Trinaesto poglavlje: Svijetla budućnost | 1. Četrnaesto poglavlje: Poljubac prije smrti 2. Petnaesto poglavlje: Noćni sokoli 3. Šesnaesto poglavlje: Promatrač u šumi 4. Sedamnaesto poglavlje: Grad koji se bojao sumraka 5. Osamnaesto poglavlje: Poziv neznanca 6. Devetnaesto poglavlje: Dokaz smrti 7. Dvadeseto poglavlje: Pripovijesti s tamne strane 8. Dvadeset prvo poglavlje: Kuća sotone 9. Dvadeset drugo poglavlje: Tiha noć, ubojita noć 10. Dvadeset treće poglavlje: Sjeme nasilja 11. Dvadeset četvrto poglavlje: Hrvač 12. Dvadeset peto poglavlje: Zlobno i božanstveno 13. Dvadeset šesto poglavlje: Izdajničko srce 14. Dvadeset sedmo poglavlje: Brda imaju oči 15. Dvadeset osmo poglavlje: Bit će krvi 16. Dvadeset deveto poglavlje: Osnovne boje 17. Trideseto poglavlje: Omča se steže 18. Trideset prvo poglavlje: Noć za pamćenje 19. Trideset drugo poglavlje: Zatočeni 20. Trideset treće poglavlje: Sjena sumnje 21. Trideset četvrto poglavlje: Sudnja noć 22. Trideset peto poglavlje: Vrli novi svijet | 1. Trideset šesto poglavlje: Praznik rada 2. Trideset sedmo poglavlje: Bogatstvo i oči 3. Trideset osmo poglavlje: Kako gore, tako dolje 4. Trideset deveto poglavlje: Ponoćni klub 5. Četrdeseto poglavlje: Veliki bijeg 6. Četrdeset prvo poglavlje: Lovac na ljude 7. Četrdeset drugo poglavlje: Čovjek u crnom 8. Četrdeset treće poglavlje: Izbijanje zaraze 9. Četrdeset četvrto poglavlje: Bez izlaza 10. Četrdeset peto poglavlje: Stranac 11. Četrdeset šesto poglavlje: Crvena dalija 12. Četrdeset sedmo poglavlje: Bizarrodale 13. Četrdeset osmo poglavlje: Rekvijem za velter 14. Četrdeset deveto poglavlje: Hod po vatri 15. Pedeseto poglavlje: Američki san 16. Pedeset prvo poglavlje: Velika zabava 17. Pedeset drugo poglavlje: Pljačka 18. Pedeset treće poglavlje: Tvrd zalogaj 19. Pedeset četvrto poglavlje: Zastrašujući žetelac 20. Pedeset peto poglavlje: Maturalna večer 21. Pedeset šesto poglavlje: Mračna tajna farme 22. Pedeset sedmo poglavlje: Preživi noć | 1. Pedeset osmo poglavlje: In memoriam 2. Pedeset deveto poglavlje: Zlatno doba u gimnaziji Riverdale 3. Šezdeseto poglavlje: Pasje popodne 4. Šezdeset prvo poglavlje: Noć vještica 5. Šezdeset drugo poglavlje: Svjedok optužbe 6. Šezdeset treće poglavlje: Naslijeđeno zlo 7. Šezdeset četvrto poglavlje: Ledena oluja 8. Šezdeset peto poglavlje: Na liječenju 9. Šezdeset šesto poglavlje: Mandarina 10. Šezdeset sedmo poglavlje: Pobjednici 11. Šezdeset osmo poglavlje: Kviz 12. Šezdeset deveto poglavlje: Časni ljudi 13. Sedamdeseto poglavlje: Martovske ide 14. Sedamdeseto poglavlje: Kako se izvući s ubojstvom 15. Sedamdeset drugo poglavlje: Da umreš 16. Sedamdeset treće poglavlje: Zaključana soba 17. Sedamdeset četvrto poglavlje: Zlokoban gradić 18. Sedamdeset peto poglavlje: Linčevski 19. Sedamdeset šesto poglavlje: Ubijanje ravnatelja Honeyja |

| 1. Sedamdeset sedmo poglavlje: Klimaks 2. Sedamdeset osmo poglavlje: Snobovska ubojstva 3. Sedamdeset deveto poglavlje: Matura 4. Osamdeseto poglavlje: Čistilište 5. Osamdeset prvo poglavlje: Povratak kući 6. Osamdeset drugo poglavlje: Povratak u školu 7. Osamdeset treće poglavlje: Vatreno nebo 8. Osamdeset četvrto poglavlje: Ključ i brava 9. Osamdeset peto poglavlje: Razarač 10. Osamdeset šesto poglavlje: Iglanje 11. Osamdeset sedmo poglavlje: Neobični saveznici 12. Osamdeset osmo poglavlje: Građanin Lodge 13. Osamdeset deveto poglavlje: Psi iz rezervoara 14. Devedeseto poglavlje: Noćna galerija 15. Devedeset prvo poglavlje: Mace 16. Devedeset drugo poglavlje: Pala braća 17. Devedeset treće poglavlje: Mrtvački ples 18. Devedeset četvrto poglavlje: Skoro normalno 19. Devedeset peto poglavlje: Riverdale: RIP(?) | - PRVI DIO: Specijalni event: "Rivervale" 1. Devedeset šesto poglavlje: Dobro došli u Rivervale 2. Devedeset sedmo poglavlje: Priče o duhovima 3. Devedeset osmo poglavlje: G. Cypher 4. Devedeset deveto poglavlje: Vještičji sat(i) 5. Stoto poglavlje: Tikvanov paradoks - DRUGI DIO: Redovna sezona 1. Sto prvo poglavlje: Nevjerojatno 2. Sto drugo poglavlje: Smrt na sprovodu 3. Sto treće poglavlje: Grad 4. Sto četvrto poglavlje: Damin zmijski gambit 5. Sto peto poglavlje: Junaci naroda 6. Sto šesto poglavlje: Anđeli u Americi 7. Sto sedmo poglavlje: Magla 8. Sto osmo poglavlje: Ex-Libris 9. Sto deveto poglavlje: Otrov 10. Sto deseto poglavlje: Čudovišta koja vrebaju noću 11. Sto jedanaesto poglavlje: Radnička klasa 12. Sto dvanaesto poglavlje: Američki psihopati 13. Sto trinaesto poglavlje: Biblijski užasi 14. Sto četrnaesto poglavlje: Vještice iz Riverdalea 15. Sto petnaesto poglavlje: „Povratak u Rivervale” 16. Sto šesnaesto poglavlje: „Sukob” 17. Sto sedamnaesto poglavlje: „Noć kometa” | 1. Sto osamnaesto poglavlje: Ne brini, draga 2. Sto devetnaesto poglavlje: Za sekundicu! 3. Sto dvadeseto poglavlje: Spolni odgoj 4. Sto dvadeset prvo poglavlje:Ljubav i brak 5. Sto dvadeset drugo poglavlje: Priče na tikvanski način 6. Sto dvadeset treće poglavlje: Voajerizam 7. Sto dvadeset četvrto poglavlje: Prljavi ples 8. Sto dvadeset peto poglavlje: Snovi o košarci 9. Sto dvadeset šesto poglavlje: Dvostruko izdanje Betty i Veronice 10. Sto dvadeset sedmo poglavlje: Američki grafiti 11. Sto dvadeset osmo poglavlje: Noć vještica II 12. Sto dvadeset deveto poglavlje: Nakon pada 13. Sto trideseto poglavlje: Iznenađenje 14. Sto trideset prvo poglavlje: Mjuzikl Archie 15. Sto trideset drugo poglavlje: Tinejdžerska Miss Riverdalea 16. Sto trideset treće poglavlje: Neženja 17. Sto trideset četvrto poglavlje: Nešto drukčija mačka 18. Sto trideset peto poglavlje: Za bolje sutra 19. Sto trideset šesto poglavlje: Zlatno doba televizije 20. Sto trideset sedmo poglavlje: Zbogom, Riverdale |

## Serije smještene u isti svemir

### Sabrina: Jezive pustolovine
U rujnu 2017. objavljeno je da će se realizirati serija smještena u isti svemir kao i Riverdale, Sabrina: Jezive pustolovine, adaptacija istoimenog stripa Archie Comicsa, s polu-vješticom Sabrinom Spellman u glavnoj ulozi. Projekt, koji su u početku razvili Warner Bros. Television i Berlanti Productions za televizijsku sezonu CW 2018./19. Netflix je 1. prosinca 2017. preuzeo seriju koji je već distribuirao Riverdale na međunarodnoj razini, službeno je naručio produkciju dvije sezone od po 9 epizoda. Pilot epizodu napisao je i režirao Roberto Aguirre-Sacasa, izvršni producent zajedno s Gregom Berlantijem, Sarah Schechter, Jonom Goldwaterom i Leejem Tolandom Kriegerom. Dana 5. siječnja 2018. objavljeno je da će Kiernan Shipka igrati ulogu Sabrine. Serija je kasnije obnovljena za treći i četvrti dio, obje od 8 epizoda.
Serija je 10. srpnja 2020. otkazana.

### Katy Keene
U kolovozu 2018. najavljen je spin-off smješten u isti svemir kao i Riverdale, točnije Katy Keene, adaptacija istoimenog stripa Archie Comicsa. Glavnu junakinju, Katy Keene, glumi Lucy Hale. Glumačkoj postavi pridružuju se i Jonny Beauchamp kao Jorge (Ginger) Lopez i Julia Chan kao Pepper Smith. Camille Hyde glumi Alexandru Cabot, dok Lucien Laviscount glumi njezina brata Alexandera Cabota. Lik Josie, koju glumi Ashleigh Murray i koja je glumila u Riverdaleu, pojavlja se u seriji. Zane Holtz glumi Ko Kelly, a Katherine LaNasa Gloriju Grandbilt.
Serija je  2. srpnja 2020. serija je otkazana nakon jedne sezone.

### Jake Chang
Do rujna 2020. godine Aguirre-Sacasa pripremao je još jednu spin-off seriju temeljenu na stripu  Archie Comicsa. U kolovozu 2021., The CW najavio je Jakea Changa, spinoff noir tinejdžerske dramske serije Riverdalea s naglaskom na lik Jakea Changa, tinejdžerskog detektivskog rješitelja misterija. Televizijska kuća u svibnju 2022 naručila je pilot epizodu. Aguirre-Sacasa, kao i razni drugi članovi iz produkcijskog tima emisije pisat će i izvršnu produkciju za seriju. Međutim, CW je u svibnju 2023. objavio da je otkazao razboj serije.

## Vanjske poveznice
- Službena stranica cwtv.com
- Riverdale u internetskoj bazi filmova IMDb-a